# Parc national Kuururjuaq
Der Parc national Kuururjuaq (Inuktitut ᑰᕈᕐᔪᐊᒥ) ist einer der Parcs nationaux in der kanadischen Provinz Québec. Dort entspricht ein solcher Parc national allerdings dem, was in den übrigen Provinzen und Territorien einem Provincial Park entspricht.
Der nächstgelegene Ort, die Inuit-Siedlung Kangiqsualujjuaq, liegt östlich des Parks.
Die Aufgabe des im Nordosten Québecs, in der Verwaltungsregion Nord-du-Québec gelegenen Parks, der mit 4426,78 km² einer der größten Parks der Provinz ist, besteht darin, das Tal der 160 km langen Rivière Koroc, die von den Torngatbergen in die Ungava Bay fließt, sowie einen Teil des Quellgebirges selbst zu schützen. Dort befindet sich auch der mit 1652 m höchste Berg der Provinz, der Mont D’Iberville (Mount Caubvick).
Das 2009 gegründete Schutzgebiet reicht im Osten bis an die Grenze zur benachbarten Provinz Neufundland und Labrador, zum Torngat-Mountains-Nationalpark. Ungewöhnlich ist, dass so weit im Norden noch ausgedehnte Wälder bestehen. Der Park repräsentiert drei Naturregionen, nämlich den Fuß der Torngatberge, das Plateau de la George und die Ungava-Küste.
Grundsätzlich werden die Parcs nationeaux in der Provinz Québec durch die Société des établissements de plein air du Québec (Sépaq) verwaltet. Da der Park jedoch nördlich des 55. Breitengrads und damit in der Region Nunavik liegt, erfolgt die Verwaltung durch die der Administration régionale Kativik (Kativik Regional Government, KGR) unterstehenden Parcs Nunavik.

## Name
Namensgeber ist der Fluss Koroc oder Kuururjuaq, was im Inuktitut, der Sprache der dort lebenden Inuit, so viel wie „großes Flussbett“ bedeutet.

## Belege
1. ↑  Rivière Koroc, Commission de toponymie.